# مورين هنتر
مورين هنتر هي مؤلفة وكاتِبة وصحفية كندية، ولدت في 1948.